# Elecciones parlamentarias de Moldavia de 1994
Las elecciones parlamentarias de Moldavia de 1994 tuvieron lugar el 27 de febrero del mencionado año con el objetivo de elegir 104 escaños del Parlamento de la República para el período 1994-1998. Se trató de las primeras elecciones completamente libres y competitivas que tenían lugar en el país tras su independencia de la Unión Soviética en 1991. Al momento de realizarse la votación, Moldavia se encontraba en medio de un bloqueo parlamentario de la legislatura electa en 1990, provocado en gran medida por la cuestión de unirse o no a la Comunidad de Estados Independientes (CEI). Del mismo modo, un amplio sector de la derecha política moldava favorecía la reunificación con Rumania, de la que había sido provincia hasta su anexión por la Unión Soviética y su conversión en una República de la Unión.
Un controvertido referéndum sobre la independencia del país tuvo lugar al mismo tiempo que las elecciones, en una violación clara a las leyes vigentes, aprobadas entre 1992 y 1993, que establecían que las consultas populares no podían tener lugar al mismo tiempo que una elección parlamentaria o presidencial, sino con al menos 90 días de diferencia. El proceso electoral (tanto el referéndum como la elección parlamentaria) fue boicoteado por el gobierno separatista de Transnistria, por lo que la votación no tuvo lugar allí.
En medio de una atmósfera relativamente tranquila, el Partido Agrario Democrático de Moldavia (PDAM), encabezado por el primer ministro en ejercicio Andrei Sangheli e integrado en su mayoría por antiguos burócratas del régimen comunista, obtuvo una amplia victoria con el 43.18% de los votos y una mayoría absoluta de 56 de los 104 escaños parlamentarios. Si bien obtuvo menos de la mitad del voto popular, por sí solo el PDAM superó a todos los votos obtenidos por las otras tres fuerzas que superaron el umbral para recibir escaños puestas juntas. El Partido Socialista de Moldavia (PSM), aliado con el Movimiento de Unidad por la Igualdad de Derechos (MUE), obtuvo el 22.00% de los votos y 28 escaños. El PDAM y el PSM fueron seguidos por dos coaliciones de derecha, el "Bloque de Campesinos e Intelectuales", que logró el 9.21% de las preferencias y 11 escaños, y la Alianza del Frente Popular Demócrata Cristiano (AFPCD) que obtuvo el 7.53% y las 9 bancas restantes. La participación fue del 79.31% del electorado registrado.
Con este resultado, Andrei Sangheli fue reelegido como primer ministro, aunque fue reemplazado por Ion Ciubuc antes del final del mandato parlamentario, en enero de 1997.